# Orlando Riva Sound
Orlando Riva Sound (O.R.S.) war ein deutsches Disco-Projekt. Ins Leben gerufen wurde es von Anthony Monn und Rainer Pietsch und feierte zwischen 1977 und 1981 größere Erfolge. Zur Stammbesetzung Monn und Pietsch kamen Wolfgang Emperhoff und Sophia Reaney, zuständig für Gesang und Performance hinzu.

## Bandgeschichte
Orlando Riva Sound traten 1979 beim deutschen Vorentscheid zum Eurovision Song Contest mit dem Titel Lady, Lady, Lady an und belegten den fünften Platz. Danach konnten sie auch einige Charthits in Deutschland verzeichnen. Ihre erfolgreichsten Hits waren Indian Reservation (1979) und Fire On The Water (1980).

## Weitere Songs
- Moonboots
- Body To Body Boogie
- The Blaze
- Verde
- We Are Not Alone
- Who Built The Pyramids